# Чвертьполе
Чвертьполе - особлива геральдична фігура у геральдиці у вигляді щитового відділу. Завдяки унікальному поділу герб у чотири поля відомий як квадратура. Цей вертикальний і горизонтальний поділ на так звані чверті є одним із можливих методів поєднання гербів.

## Основи
Фігурп утворена бажанням об'єднати герби. Вперше її можна виявити в іспанських гербах близько 1230 року. Особливість полягає в однаковому кольорі та змісті полів першого і четвертого чвертьполя герба, а також другого і третього. Тобто на полях, що розміщені навхрест, геральдичні зображення та / або загальні фігури повторюються. В описі клейнода або асоціації це положення називали чвертьполями або чвертями.
|  | У випадку з полями зі складними гербами, кожне поле також може бути створене індивідуально. Традиційний поділ описується як «щит почетвертовано», «чит розсічено та пересічено» Поля описуються послідовно зправа наліво зверху вниз. |
|  | Діагональним поділом цього типу є почетвертовано діагонально. Спочатку згадується верхнє поле, потім праве, ліве і, нарешті, низ. |
|  | Чим більше і частіше відбувалися асоціації гербів, тим частіше можливе повторне четвертування. У прикладі подано почетвертовані чверті.                                                                                               |

Герб Філіпа II (1554—1558)

Наведений приклад (Філіп II Іспанський як принц-чоловік королеви Марії Тюдор, I англійської 1554—1558) пояснює проблему складної квадратури, оскільки це не четвертований щит, а — шлюбний герб — роздвоєний.
Передня частина Філіпа (лінія іспанських Габсбургів).
Верх: Іспанська корона:
Перша половина: Кастилія (1-а та 4-а чверть) та Леон (2-а та 3-я чверть);
Друга половина розколота в герб Арагону (золото-червоні смуги) і Сицилії, що косо четвертований арагонські смуги (повторно) і орли гогенштауфенів;
Вістря внизу: герб Гранади (гранат).
Внизу, герб Габсбург-Бургундії — тобто: 1. Австрія (срібна балка у червоному), 2. Нова Бургундія (лілії з червоно-срібною облямівкою), 3. Стара Бургундія (золото-блакитна діагональ з червоною облямівкою), 4. Брабант (лев), серцевий щиток розколото: Фландрія (лев) і Тіроль (орел).
Друга частина Марії (як королеви) — тобто: четвертована Францією (1-а і 4-а поля з ліліями) та Англією (2-а і 3-я з трьому леопардами).
Типи асоціацій виражають свою якість: права частина — це особиста претензія Філіпа, вище його титулу, нижче його претензії на спадщину інших Габсбургів, тильна — вимоги спадщини його дітей з Марією (яких не існувало). Кастилія та Леон (у квадраті) були об'єднаним королівством з часів Середньовіччя (що є справжнім і сьогодні, в королівстві Іспанія), а в почетвертованому полі Франції та Англії (герб Плантагенетів), як кажуть, вказує на нормандські претензії до французів (після Столітньої війни). Поля спадщини Габсбургів є найважливішими спадковими землями династії, щит серця показує нинішній рід того часу. Діагонально поле Сицилії відноситься до поділу старої Нормандської імперії на Гогенштауфенів, потім Арагонську Сицилію і Неаполь під Анжу, приблизно в 1380 р. (тому відбулося возз'єднання в 1816 р., щоб сформувати Королівство двох Сицилій). Поточна політична ситуація, а також багатовікова європейська політична історія виражаються у гербі та його розділах та асоціаціях. Ось чому династичні та територіальні герби отримали назви для скорочення блазону, «рейхсадлер» (чорний двоголовий орел на золоті) зменшений на Сицилії чорним у сріблі, «тирольський орел» завжди червоний у сріблі, Габсбурги / Австрія «Австрійська балка», або «Франція» (з часів середньовіччя, раніше називали як Капетингів) завжди три золоті лілії (2-1) на синьому. Це полегшує читання герба.

## Похідні переправи
Середня чверть однаково концептуально і по-різному у подається. На гербі квадратне поле може бути розташоване посередині щита (у центрі) і показувати інші геральдичні зображення. Цей метод схожий на серцевий щит.
Якщо таке поле перемістити у верхній кут щита (верхній кут), воно стає вільною чвертю, яка потім отримує незалежність у своїй формі, а також може відхилятися від чверті щита (невеликий перехід, легкий кут, вільний кут).
Додатковий поділ і поділ на шість полів також є еволюцією цієї геральдичної традиції. Перше, третє та п'яте поля з одного боку, а друге, четверте та шосте поля з іншого.
Тоді перетин також став простим методом тинктур і можуть бути застосовані до будь-якої фігури — геральдичної чи негеральдичної — наприклад балку четвертували з золотом і чорним.

## Приклади

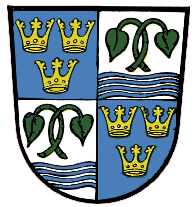
Почетвертовано на блякить і срібло
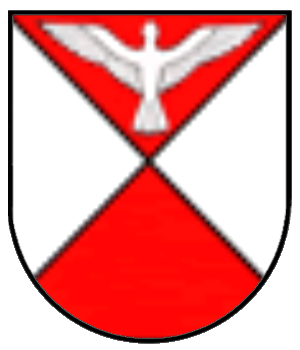
Почетвертовано діагонально
Почетвертовано діагонально
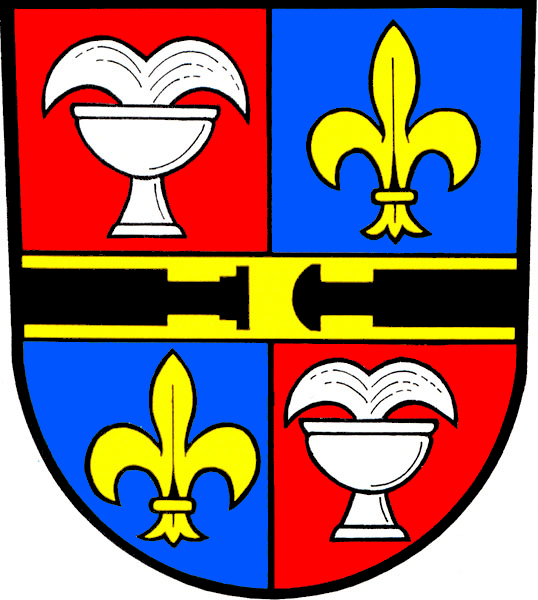
Почетвертовано з балкою
Вільна чверть
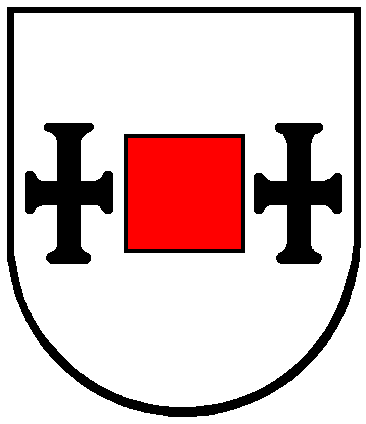
Центральна чверть
Почетвертована глава